# چاه ولی‌عصر
چاه ولی‌عصر، روستایی از توابع بخش مرکزی شهرستان مروست در استان یزد ایران است.